# Réserve de la biosphère de Charlevoix
La réserve de la biosphère de Charlevoix fait partie du Programme sur l'homme et la biosphère de l'UNESCO. Elle est gérée par la Corporation de la réserve de la biosphère de Charlevoix.
Au Canada, la Commission canadienne pour l'UNESCO s'occupe des réserves.  De plus, il existe également l’Association canadienne des réserves de la biosphère. Le Canada compte actuellement 19 réserves de la biosphère.
La réserve de la biosphère de Charlevoix est l'une des quatre réserves québécoises du réseau des réserves de biosphère canadiennes de l'UNESCO.

## Histoire

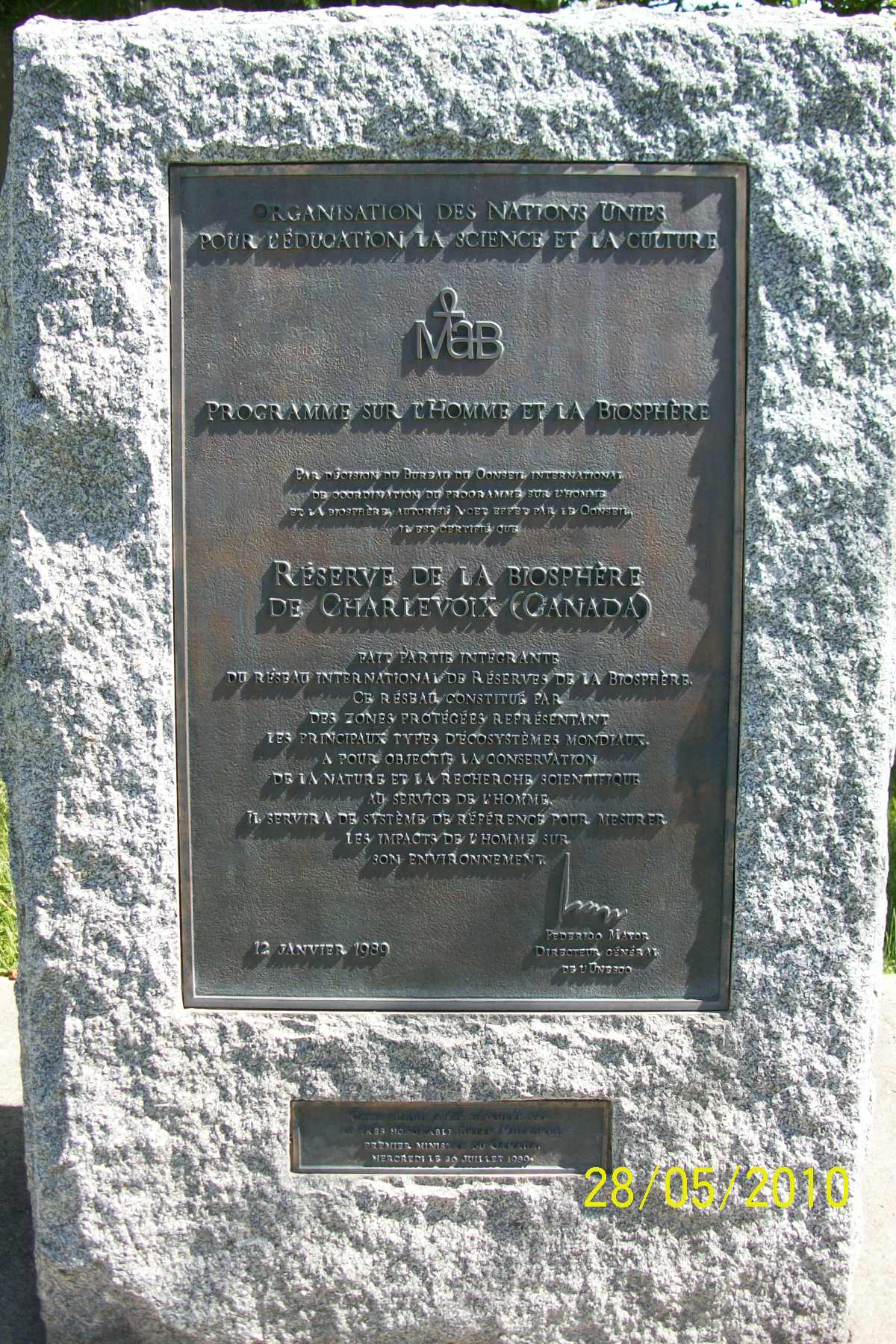
Plaque reproduisant le certificat officiel soulignant la création de la réserve mondiale de la biosphère de Charlevoix. Cette plaque est située près du Carrefour Culturel Paul-Médéric à Baie-St-Paul

## Géographie
Il couvre le territoire de l'astroblème de Charlevoix.
Il se retrouve dans les limites administrative de la région de la Capitale-Nationale et dans les MRC de Charlevoix et de Charlevoix-Est.

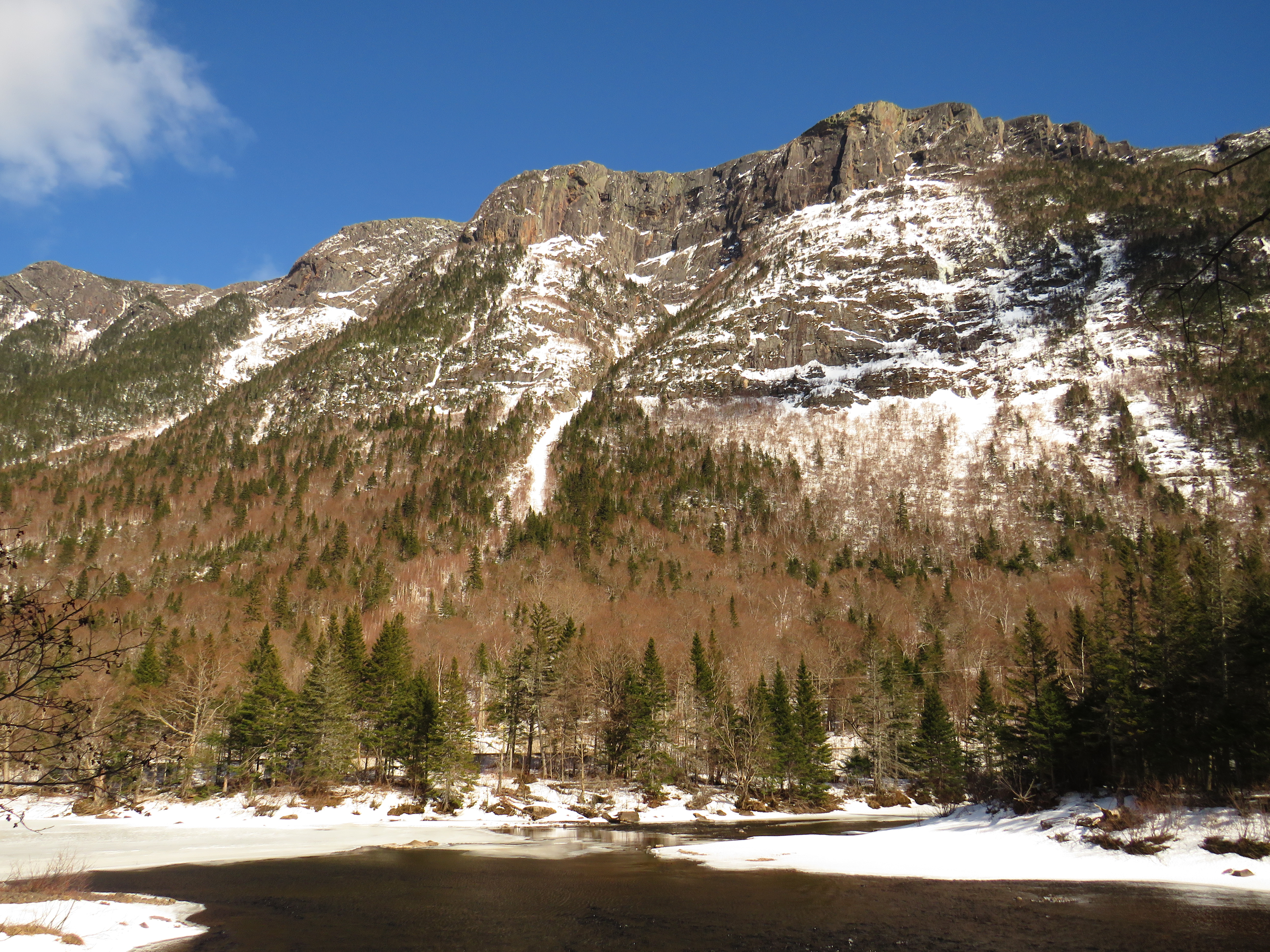
Les Hautes Gorges de la rivière Malbaie, au cœur de la réserve de la biosphère de Charlevoix

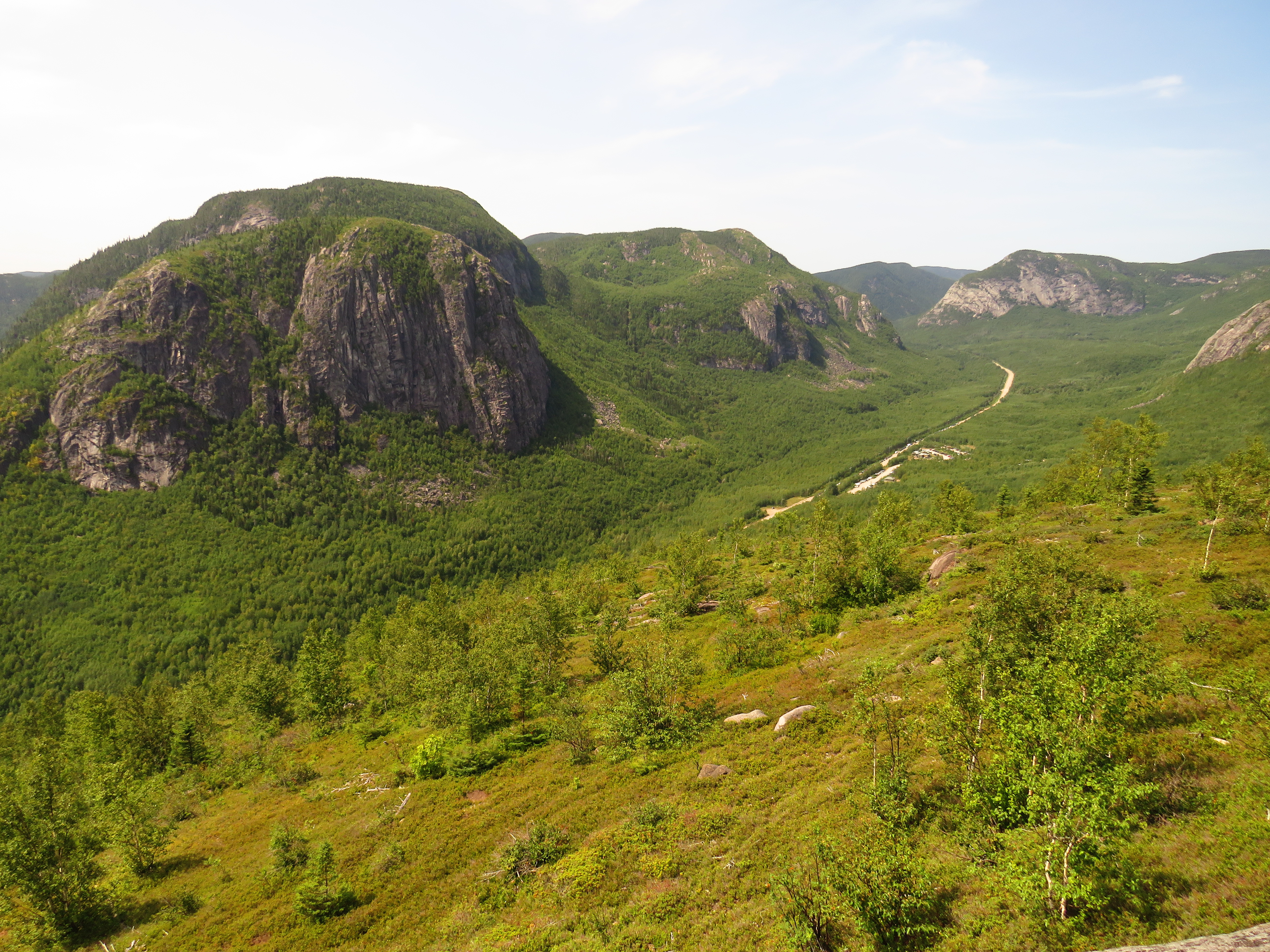
Parc national des Grands-Jardins, au cœur de la réserve de la biosphère et dans l'habitat du caribou de Charlevoix

### Aires centrales
- Parc national des Hautes-Gorges-de-la-Rivière-Malbaie
- Parc national des Grands-Jardins
- Parc marin du Saguenay–Saint-Laurent
- Réserve écologique des Grands-Ormes
- Réserve écologique Thomas-Fortin
- Réserve faunique des Laurentides
- Rivière du Gouffre
- Rivière Malbaie
- Territoire non organisé de Lac-Pikauba
- Territoire non organisé de Mont-Élie
- Territoire non organisé de Sagard

### Zone tampon et aire de coopération
Voici les municipalités de la région de Charlevoix, au cœur de l'aire de coopération:
- Baie-Saint-Paul
- Baie-Sainte-Catherine
- Clermont
- L'Isle-aux-Coudres
- La Malbaie
- Les Éboulements
- Notre-Dame-des-Monts
- Petite-Rivière-Saint-François
- Saint-Aimé-des-Lacs
- Saint-Hilarion
- Saint-Irénée
- Saint-Siméon
- Saint-Urbain